# Раттенберг (Баварія)
Раттенберг (нім. Rattenberg) — громада в Німеччині, розташована в землі Баварія. Підпорядковується адміністративному округу Нижня Баварія. Входить до складу району Штраубінг-Боген.
Площа — 30,23 км2. Населення становить 1708 ос. (станом на 31 грудня 2020).